# Anthomyia plurinervis
Anthomyia plurinervis är en tvåvingeart som först beskrevs av Albququerque 1958.  Anthomyia plurinervis ingår i släktet Anthomyia och familjen blomsterflugor. Inga underarter finns listade i Catalogue of Life.